# Schlotheim
Schlotheim là một thị xã ở huyện Unstrut-Hainich, trong bang Thüringen, Đức. Đô thị Schlotheim có diện tích 22,31 km². Đô thị này tọa lạc/có cự ly 14 km về phía đông của Mühlhausen.